# Lankow
Lankow is een plaats (stadsdeel) in de Duitse gemeente Schwerin, deelstaat Mecklenburg-Voor-Pommeren, en telt 10.985 inwoners (2007).